# Arquidiocese de Vitória do Espírito Santo
A Arquidiocese de Vitória do Espírito Santo (Archidiœcesis Victoriensis Spiritus Sancti) é uma circunscrição eclesiástica da Igreja Católica no Brasil. É a Sé Metropolitana da Província Eclesiástica de Vitória. Pertence ao Conselho Episcopal Regional Leste III da Conferência Nacional dos Bispos do Brasil. A sé arquiepiscopal está na Catedral Metropolitana Nossa Senhora da Vitória, na cidade de Vitória, no estado do Espírito Santo.

## Histórico
A Diocese do Espírito Santo foi erigida canonicamente pelo Papa Leão XIII, no dia 15 de novembro de 1895, por meio da bula  Sanctissimo Domino Nostro, a partir de território desmembrado da então Diocese de Niterói. Durante os seus dois primeiros anos ficou sob a direção de um Administrador Apostólico, Dom João Fernando Tiago Esberard, arcebispo do Rio de Janeiro. Em 1897 tomou posse o seu primeiro bispo Dom João Batista Corrêa Nery.
No dia 16 de fevereiro de 1958, o Papa Pio XII, por meio da bula  Cum territorium , elevou a diocese à categoria de arquidiocese e sé metropolitana, passando a denominar-se Arquidiocese de Vitória do Espírito Santo.

## Seminários

### Seminário Nossa Senhora da Penha
Foi fundado em 04 de abril de 1951 e, após muitos anos, recebeu o reconhecimento jurídico de Seminário Maior pela Igreja. Desde o início, o Seminário atuava como Seminário Menor, recebendo jovens vocacionados que buscavam completar os estudos primários essenciais para ingressar nas faculdades de Filosofia e Teologia, que eram oferecidas em Seminários Maiores de Minas Gerais.
Em 1978, começou a ser oferecido o curso de Filosofia no seminário, seguido pelo curso de Teologia em 1980. Atento às demandas do seu tempo e buscando proporcionar uma formação intelectual sólida e integrada para os seminaristas, o Arcebispo Dom Silvestre Luiz Scandian fundou em 1985 o IFTAV (atualmente conhecido como Instituto Interdiocesano de Filosofia e Teologia). É nesse Instituto que nossos seminaristas, assim como os de outras Dioceses do Espírito Santo, além de religiosos e leigos, se dedicam aos estudos e se preparam para atuar em suas comunidades e paróquias.
Atualmente está instalado na colina de Santa Helena, em Vitória. 

### Casa de Formação Bom Pastor
Em conformidade com as orientações da Santa Sé e da CNBB para a Formação Presbiteral, em fevereiro de 1995 foi criado na Arquidiocese de Vitória a Casa de Formação Bom Pastor (Propedêutico). Este espaço foi criado para acolher os candidatos ao Seminário Maior durante um ano. Anteriormente, os vocacionados eram enviados de centros vocacionais nas paróquias – ou após a conclusão dos estudos elementares – diretamente para a fase da Filosofia no Seminário.
Atualmente está instalado no centro de Vitória, perto da Igreja do Carmo. 

## Demografia e paróquias
Em 2020, a arquidiocese contava com uma população aproximada de 2 193 000 habitantes, com 41,7% de católicos.
O território da diocese é de 7.234 km.2, organizado em 90 paróquias, atendidas por 165 padres, 67 diáconos permanentes e 26 congregações religiosas.
A arquidiocese abrange os seguintes municípios:
Vitória,
Afonso Cláudio,
Alfredo Chaves,
Anchieta,
Brejetuba,
Cariacica,
Domingos Martins,
Fundão,
Guarapari,
Santa Leopoldina,
Santa Maria de Jetibá,
Serra,
Viana,
Vila Velha.

## Bispos e arcebispos
Ao longo de sua história a então diocese teve seis bispos diocesanos e a arquidiocese teve quatro arcebispos.
| #                      | Nome                                | Período     | Notas                                           |
| Arcebispos             | Arcebispos                          | Arcebispos  | Arcebispos                                      |
| ---------------------- | ----------------------------------- | ----------- | ----------------------------------------------- |
| 5º                     | Ângelo Ademir Mezzari, R.C.J.       | 2024 -      | atual                                           |
| 4º                     | Dario Campos, O.F.M.                | 2018-2024   | arcebispo emérito                               |
| 3º                     | Luiz Mancilha Vilela, SS.CC.        | 2004-2018   |                                                 |
| 2º                     | Silvestre Luís Scandián, S.V.D.     | 1984-2004   |                                                 |
| 1º                     | João Batista da Mota e Albuquerque  | 1958-1984   | faleceu                                         |
| Arcebispos coadjutores |                                     |             |                                                 |
| -                      | Luiz Mancilha Vilela, SS.CC.        | 2002-2004   |                                                 |
| -                      | Silvestre Luís Scandián, S.V.D.     | 1981-1984   |                                                 |
| Bispos diocesanos      |                                     |             |                                                 |
| 6º                     | João Batista da Mota e Albuquerque  | 1957 - 1958 |                                                 |
| 5º                     | José Joaquim Gonçalves              | 1951 - 1957 | Nomeado bispo auxiliar de São José do Rio Preto |
| 4º                     | Luiz Scortegagna                    | 1933 – 1951 | faleceu                                         |
| 3º                     | Benedito Paulo Alves de Sousa       | 1918 – 1933 | renunciou, foi nomeado bispo titular de Orisa   |
| 2º                     | Fernando de Souza Monteiro, C.M.    | 1901 – 1916 | faleceu                                         |
| 1º                     | João Batista Corrêa Nery            | 1897 – 1901 | Nomeado bispo de Pouso Alegre                   |
| Bispo coadjutor        |                                     |             |                                                 |
|                        | Luiz Scortegagna                    | 1932 – 1933 |                                                 |
| Bispos auxiliares      |                                     |             |                                                 |
|                        | Andherson Franklin Lustoza de Souza | 2021-       | Atual                                           |
|                        | Joaquim Wladimir Lopes Dias         | 2011-2015   | Nomeado bispo de Colatina.                      |
|                        | Rubens Sevilha, O.C.D.              | 2011-2018   | Nomeado bispo de Bauru                          |
|                        | José Aparecido Hergesse, C.R.       | 2011        | renunciou antes da ordenação episcopal          |
|                        | Mário Marquez, O.F.M.Cap.           | 2006 - 2010 | Nomeado bispo de Joaçaba                        |
|                        | Odilon Guimarães Moreira            | 1999 - 2002 | Nomeado bispo de Itabira-Fabriciano             |
|                        | Hélio Adelar Rubert                 | 1999 – 2004 | Nomeado bispo de Santa Maria                    |
|                        | João Braz de Aviz                   | 1994 – 1998 | Nomeado bispo de Ponta Grossa                   |
|                        | Geraldo Lyrio Rocha                 | 1984 - 1990 | Nomeado bispo de Colatina                       |
|                        | Luís Gonzaga Fernandes              | 1965 – 1981 | Nomeado bispo de Campina Grande                 |
|                        | José Joaquim Gonçalves              | 1951        |                                                 |